# The First Berserker: Khazan
The First Berserker: Khazan (кор. 퍼스트 버서커: 카잔) — компьютерная игра в жанре action/RPG, разработанная южнокорейской компанией Neople. Выход игры состоялся 27 марта 2025 года в версиях для игровых приставок PlayStation 5 и Xbox Series X и персональных компьютеров системы Windows.
Действие игры разворачивается во вселенной популярной корейской MMORPG Dungeon Fighter Online и повествует о военачальнике Хазане, который проходит свой путь мести предавшим его врагам.
Критики преимущественно положительно восприняли проект, оставшись в восторге от уровня сложности и схожести игры с серии Dark Souls, дизайна локаций, игрового процесса в целом и интересно выполненных боссов, но критиковали проработку главного героя, прямолинейность и простоту сюжета и некоторую однотипность.

## Разработка
7 декабря 2023 года на церемонии The Game Awards 2023 состоялся официальный анонс игры, в ходе которого был представлен её трейлер.
В начале февраля 2024 года состоялся первый игровой тест, который длился три дня. 29 февраля разработчики представили результаты теста и объявили, что он «прошёл с оглушительным успехом».
19 апреля Neople объявила о дополнительном наборе участников для второго теста. Срок приёма заявок продлили до 1 мая.
21 июня разработчики представили результаты второго теста, продлившегося пять дней.
20 августа был анонсирован закрытый бета-тест, прошедший с 11 по 20 октября на консолях PS5 и Xbox Series X.
Также 20 августа на Gamescom, в рамках церемонии Opening Night Live, был представлен новый трейлер. Помимо этого разработчики организовали стенд, где можно было опробовать 30-минутную демоверсию до конца выставки.
3 октября на официальном Youtube-канале был представлен трейлер, в котором показали нового игрового босса по имени Viper. В этом же трейлере было объявлено, что выход игры запланирован на начало 2025 года.
23 сентября разработчики анонсировали стенд игры на Tokyo Game Show 2024.
21 октября было объявлено о завершении закрытого бета-теста.
30 октября на официальном YouTube-канале был показан вступительный ролик игры.
13 декабря анонсировали официальную дату выпуска игры — 27 марта 2025 года. Вместе с этим стал доступен предзаказ игры в магазинах Steam, PS5 и Xbox Series X/S.

## Восприятие
| Сводный рейтинг       | Сводный рейтинг                                 |
| Агрегатор             | Оценка                                          |
| --------------------- | ----------------------------------------------- |
| Metacritic            | 80 / 100                                        |
| OpenCritic            | 79 / 100                                        |
| Иноязычные издания    |                                                 |
| Издание               | Оценка                                          |
| Digital Trends        | [ 17 ]                                          |
| Edge                  | 6/10                                            |
| Gameblog              | 8 / 10                                          |
| GameSpot              | 8 / 10                                          |
| Hardcore Gamer        | [ 21 ]                                          |
| IGN                   | 8 / 10 (США) 7,5 / 10 (Италия) 7 / 10 (Испания) |
| PC Gamer (US)         | 80 / 100                                        |
| Push Square           | 6 / 10                                          |
| RPGamer               | 4 / 5                                           |
| Shacknews             | 7 / 10                                          |
| VG247                 | [ 29 ]                                          |
| Game Rant             | 8 / 10                                          |
| TheGamer              | [ 31 ]                                          |
| Games.cz              | 88 / 100                                        |
| GamingBolt            | 7 / 10                                          |
| Siliconera            | 8 / 10                                          |
| Русскоязычные издания |                                                 |
| Издание               | Оценка                                          |
| 3DNews                | 8 / 10                                          |
| StopGame.ru           | Проходняк                                       |

Игра получила «преимущественно положительные» отзывы игровых изданий. На агрегаторе рецензий Metacritic у неё 80 баллов из 100, на аналогичном ресурсе OpenCritic — 79 баллов из 100 и 72 % рекомендаций.